# ATC A06 – Hashajtók
Az ATC A06 – Hashajtók a gyógyszerek anatómiai, gyógyászati és kémiai osztályozási rendszerének (ATC) egyik alcsoportja.
| ATC A   | Tápcsatorna és anyagcsere                                                      |
| ------- | ------------------------------------------------------------------------------ |
| ATC A01 | Sztomatológiai készítmények                                                    |
| ATC A02 | Gyomorsavval kapcsolatos betegségek kezelésére szolgáló szerek                 |
| ATC A03 | Funkcionális emésztőszervi rendellenességek gyógyszerei                        |
| ATC A04 | Hányáscsillapítók és émelygés elleni szerek                                    |
| ATC A05 | Epe- és májterápia                                                             |
| ATC A06 | Hashajtók                                                                      |
| ATC A07 | Hasmenésgátlók és a bél gyulladásos / fertőzéses megbetegedéseinek gyógyszerei |
| ATC A08 | Fogyasztószerek a diétás készítmények kivételével                              |
| ATC A09 | Digesztívumok, beleértve az enzimeket                                          |
| ATC A10 | Antidiabetikus terápia                                                         |
| ATC A11 | Vitaminok                                                                      |
| ATC A12 | Ásványi sók                                                                    |
| ATC A13 | Roborálószerek                                                                 |
| ATC A14 | Szisztémás anabolikumok                                                        |
| ATC A15 | Étvágyjavítók                                                                  |
| ATC A16 | A tápcsatorna és az anyagcsere egyéb gyógyszerei                               |

## A06A  	Hashajtók

### A06AALágyítószerek
| A06AA01 | Folyékony paraffin              | Liquid paraffin                 | Paraffinum liquidum             |
| A06AA02 | Dokuzát-nátrium                 | Docusate sodium                 | Natrii docusas                  |
| A06AA51 | Folyékony paraffin, kombinációk | Folyékony paraffin, kombinációk | Folyékony paraffin, kombinációk |

### A06ABKontakt hashajtók
| A06AB01 | Oxifenizatin                                  | Oxyphenisatine                                |                                               |
| A06AB02 | Biszakodil                                    | Bisacodyl                                     | Bisacodylum                                   |
| A06AB03 | Dantron                                       | Dantron                                       |                                               |
| A06AB04 | Fenolftalein                                  | Phenolphthalein                               | Phenolphthaleinum                             |
| A06AB05 | Ricinusolaj                                   | Castor oil                                    | Ricini oleum virginale                        |
| A06AB06 | Szenna glikozidok                             | Senna glycosides                              |                                               |
| A06AB07 | Kaszkara                                      | Cascara                                       |                                               |
| A06AB08 | Nátrium-pikoszulfát                           | Sodium picosulfate                            | Natrii picosulfas                             |
| A06AB09 | Biszoxatin                                    | Bisoxatin                                     |                                               |
| A06AB20 | Kontakt hashajtók kombinációban               | Kontakt hashajtók kombinációban               | Kontakt hashajtók kombinációban               |
| A06AB30 | Kontakt hashajtók és nadragulya kombinációban | Kontakt hashajtók és nadragulya kombinációban | Kontakt hashajtók és nadragulya kombinációban |
| A06AB52 | Biszakodil kombinációk                        | Biszakodil kombinációk                        | Biszakodil kombinációk                        |
| A06AB53 | Dantron kombinációk                           | Dantron kombinációk                           | Dantron kombinációk                           |
| A06AB56 | Szenna glikozidok kombinációban               | Szenna glikozidok kombinációban               | Szenna glikozidok kombinációban               |
| A06AB57 | Cascara kombinációk                           | Cascara kombinációk                           | Cascara kombinációk                           |
| A06AB58 | Nátrium-pikoszulfát kombinációk               | Nátrium-pikoszulfát kombinációk               | Nátrium-pikoszulfát kombinációk               |

### A06AC Bulk producers
A06AC01 Ispaghula (psylla seeds)
A06AC02 Etulóz
A06AC03 Sterculia
A06AC05 Linseed
A06AC06 Metilcellulóz
A06AC07 Triticum (wheat fibre)
A06AC08 Polycarbophil calcium
A06AC51 Ispaghula, combinations
A06AC53 Sterculia, combinations
A06AC55 Linseed, combinations

### A06AD 	Ozmotikus hashajtók
| A06AD01 | Magnézium-karbonát        | Magnesium carbonate       | Magnesii subcarbonas levis, Magnesii subcarbonas ponderosus                                                                      |
| A06AD02 | Magnézium-oxid            | Magnesium oxide           | Magnesii oxidum leve , Magnesii oxidum ponderosum                                                                                |
| A06AD03 | Magnézium-peroxid         | Magnesium peroxide        | Magnesii peroxidum |
| A06AD04 | Magnézium-szulfát         | Magnesium sulfate         | Magnesii sulfas heptahydricus |
| A06AD10 | Ásványi sók kombinációban | Ásványi sók kombinációban | |
| A06AD11 | Laktulóz                  | Lactulose                 | Lactulosum, Lactosum anhydricum, Lactosum monohydricum, Lactulosum liquidum                                                      |
| A06AD12 | Laktit                    | Lactitol                  | |
| A06AD13 | Nátrium-szulfát           | Sodium sulfate            | Natrii sulfas anhydricus, Natrii sulfas decahydricus                                                                             |
| A06AD14 | Pentaeritritil            | Pentaerithrityl           | Pentaerythrityli tetranitras dilutus                                                                                             |
| A06AD15 | Makrogol                  | Macrogol                  | Macrogola |
| A06AD16 | Mannit                    | Mannitol                  | Mannitolum |
| A06AD17 | Nátrium-foszfát           | Sodium phosphate          | |
| A06AD18 | Szorbit                   | Sorbitol                  | Sorbitolum, Sorbitolum liquidum cristallisabile, Sorbitolum liquidum non cristallisabile, Sorbitolum liquidum partim deshydricum |
| A06AD19 | Magnézium-citrát          | Magnesium citrate         | |
| A06AD21 | Nátrium-tartarát          | Sodium tartrate           | |
| A06AD61 | Laktulóz kombinációban    | Laktulóz kombinációban    | |
| A06AD65 | Makrogol kombinációban    | Makrogol kombinációban    | |

### A06AG Beöntések
A06AG01 Trinátrium-foszfát
A06AG02 Bisacodyl
A06AG03 Dantron, including combinations
A06AG04 Glicerin
A06AG06 Olaj
A06AG07 Szorbit
A06AG10 Dokuzát-nátrium, beleértve kombinációk
A06AG11 Laurilszulfát, beleértve kombinációk
A06AG20 Kombinációk

### A06AX 	Egyéb hashajtók
A06AX01 Glicerin
A06AX02 Szén-dioxid termelő gyógyszerek